# Prosoplus aruensis
Prosoplus aruensis là một loài bọ cánh cứng trong họ Cerambycidae.